# PGC 83677
PGC 83677هي مجرة محدبة تبعد حوالي 290 مليون سنة ضوئية في كوكبة الهلبة. وهي واحدة من عنقود كوما المجري. كما تصنف PGC 83677 كنوع من مجرة زايفرت. ينبعث من نواة المجرة الأشعة السينية ذات الطاقة العالية والأشعة فوق البنفسجية، ربما بسبب ثقب أسود هائل حدث في النواة. ويقدر قطرها ب 53,790 سنة ضوئية.

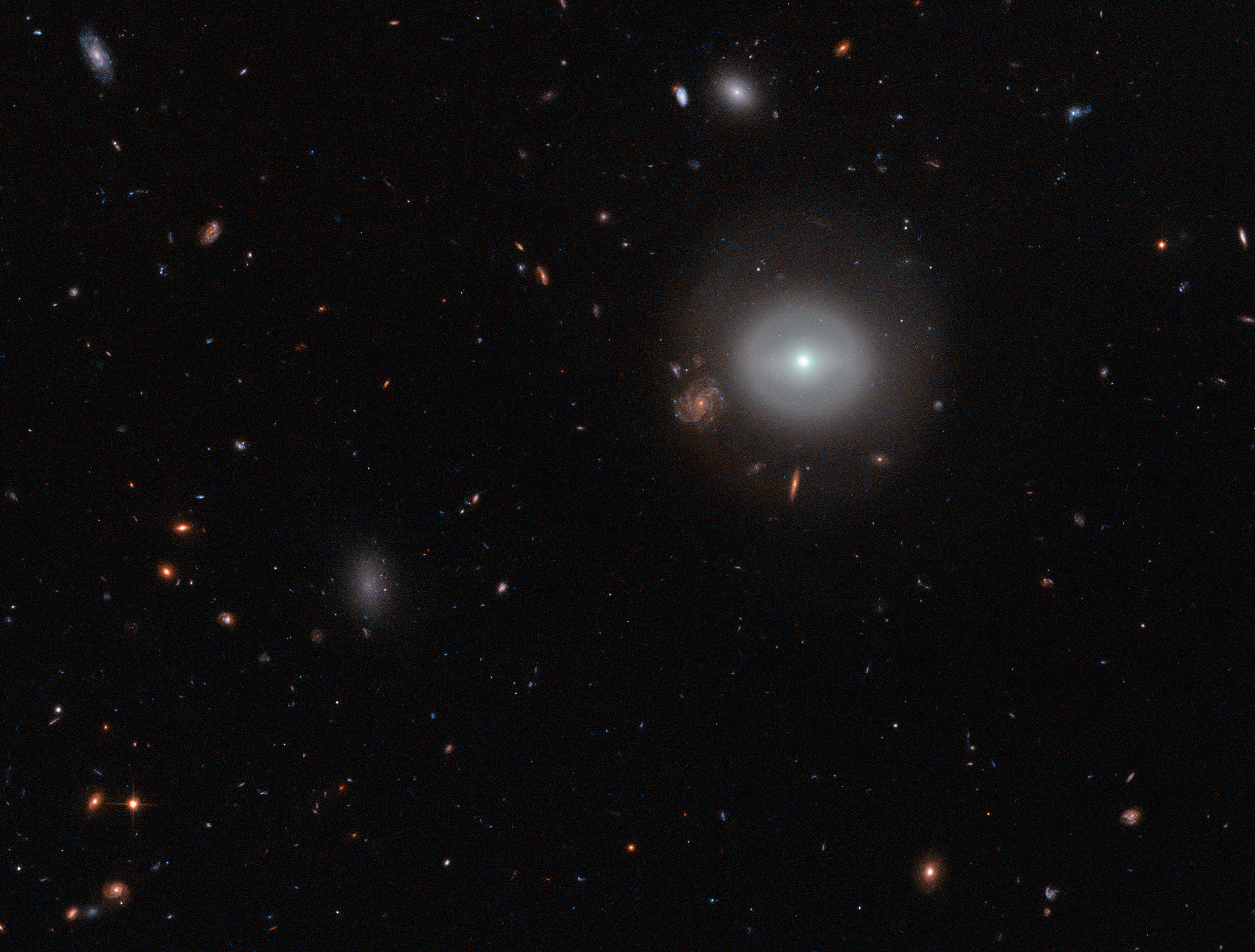
صورة أوسع من مجرة PGC 83677 مع المجرات الأكثر بعداً في الخلفية.

## وصلات خارجية
- PGC 83677 على موقع ويكي سكاي: DSS2, SDSS, GALEX, IRAS, Hydrogen α, X-Ray, Astrophoto, Sky Map, Articles and images